# Manfred Blaschke
Manfred Blaschke (* 24. August 1936 in Neisse) ist ein ehemaliger deutscher Kommunalpolitiker (CSU).
Blaschke war von 1. Mai 1970 bis zu dessen Auflösung am 30. Juni 1972 Landrat des oberbayerischen Landkreises Schongau. Von 1. Mai 1978 bis 30. April 1996 war er Landrat im Landkreis Weilheim-Schongau. Während seiner Amtszeit wurde eine Reihe kommunalpolitischer Initiativen umgesetzt, darunter die Gründung des Tourismusverbandes Pfaffenwinkel, die Errichtung eines Gymnasiums in Penzberg, der Bau eines Sportzentrums bei der Berufsschule Schongau und die Einrichtung einer Förderschule in Weilheim.
Blaschke ist Mitglied der katholischen Studentenverbindung KDStV Aenania München. 

## Ehrungen
- 1994: Verdienstkreuz 1. Klasse der Bundesrepublik Deutschland
- Verleihung des Titels Altlandrat
- 2006: Goldener Ehrenring des Landkreises Weilheim-Schongau
- Bayerischer Verdienstorden

| Personendaten    | Personendaten                     |
| ---------------- | --------------------------------- |
| NAME             | Blaschke, Manfred                 |
| KURZBESCHREIBUNG | deutscher Kommunalpolitiker (CSU) |
| GEBURTSDATUM     | 24. August 1936                   |
| GEBURTSORT       | Neisse                            |